# أبو يوسف النجار
محمد يوسف النجار المعروف أبو يوسف النجار قيادي فلسطيني بارز من مواليد يبنا بقضاء الرملة عام 1927؛ وأول قائد عام لقوات العاصفة عند الانطلاقة وعضو اللجنة المركزية لحركة فتح وعضو اللجنة التنفيذية لمنظمة التحرير الفلسطينية ورئيس اللجنة السياسية لشؤون الفلسطينيين في لبنان، وممثل فلسطين في مؤتمر وزراء الخارجية والدفاع العرب في القاهرة عام 1971.

## نشاطه الحزبي
أتم دراسته الابتدائية انتقل بعد ذلك إلى القدس حيث أكمل دراسته الثانوية في الكلية الإبراهيمية. ثم مارس التعليم في قريته لمدة عام واحد 1947 ،قبل أن تحل نكبة فلسطين عام 1948 التي اضطرته إلى ترك يبنا والعيش في حي الشابورة في مخيم رفح للاجئين الفلسطينيين في قطاع غزة حيث عمل مدرساً حتى عام 1956. تميّز النجار بنشاطه السياسي فانضم منذ 1951 إلى جماعة الإخوان المسلمين، وقاد المظاهرات والحركات الاحتجاجية في قطاع غزة ضد مشروع التوطين في سيناء واتهم بأنه أحرق مستودعات تموين وكالة الغوث في قطاع غزة تحت شعار (ولّعوا النار في الخيام وارموا كروتة التموين لا صلح ولا استسلام بسلاحنا نحرر فلسطين) واعتقلته السلطات المصرية عام 1955 على إثرها مع مجموعة من رفاقه منهم فتحي البلعاوي. ولم يترك قطاع غزة إلا عام 1958؛ غادر قطاع غزة على ظهر مركب شراعي عام 1957 إلى سوريا فالأردن فقطر، حيث عمل موظفاً بوزارة المعارف القطرية. شارك منذ عام 1964 في انطلاقة فتح وتفرّغ لها منذ عام 1967. انتخب عضواً في اللجنة التنفيذية لمنظمة التحرير الفلسطينية ممثلاً عن حركة فتح 1969 عين رئيساً للجنة السياسية العليا للفلسطينيين في لبنان، فتميّز بحرصه الشديد على تمتين العلاقات الفلسطينية اللبنانية وقد ظل محتفظاً بهذين المنصبين حتى اغتياله.

## إغتياله
استشهد في 10 أبريل 1973 مع رفيقيه كمال ناصر وكمال عدوان على أيدي وحدة إسرائيلية خاصة قامت بعملية عسكرية على مراكز منظمة التحرير الفلسطينية في مدينة بيروت. وري الثرى في مقبرة الشهداء (بيروت).

## نشاط الموساد بعد عملية فردان
لم يتوقّف نشاط الموساد في لبنان فبعد ثلاثة أشهر من عملية فردان و تحديداً في 11-7-1973 إعتَقَل النقيب عصام أبو زكي قائد شرطة مدينة طرابلس ضابط إسرائيلي يحمل جواز سفر ألماني مزور باسم أورلخ لوسبرخ والذي تبيّن فيما بعد أن اسمه الحقيقي داني ياتوم ضابط الموساد المعروف و قد أدلى باعترافات واضحة أمام المحقق عصام أبو زكي تبين فيها أنه كان جزء من مجموعة أجانب أقاموا حول منزل سعيد السبع في مدينة طرابلس شمال لبنان تمهيداً لاغتياله ومحاولة افتعال صدام بين الدولة اللبنانية والمقاومة الفلسطينية في شمال لبنان كما أنه التقط صور لمنزل الرئيس سليمان فرنجية في إهدن وكمال جنبلاط في المختارة.

## تكريم
تخليدا لذكرى أبو يوسف أطلقت السلطة الوطنية الفلسطينية اسمه على مفترق طرق رئيس في مدينة غزة واحدى المدارس وعلى أكبر المستشفيات في مدينة رفح؛ ومُنح وسام نجمة الشرف من الدرجة العليا.